# Bordesholm (stacja kolejowa)
Bordesholm (niem.: Bahnhof Bordesholm) – stacja kolejowa w Bordesholm, w regionie Szlezwik-Holsztyn, w Niemczech. Znajduje się na linii Hamburg – Kiel.
Według klasyfikacji Deutsche Bahn ma kategorię 5.

## Linie kolejowe
- Hamburg – Kiel

## Połączenia
| Nr linii | Trasa                                                                                             |
| -------- | ------------------------------------------------------------------------------------------------- |
| RE70     | Kiel Hbf – Bordesholm – Neumünster – Brokstedt – Wrist – Elmshorn – Hamburg-Dammtor – Hamburg Hbf |
| RB77     | Kiel Hbf – Flintbek – Bordesholm – Einfeld – Neumünster                                           |

Bordesholm obsługiwane jest co godzinę przez regionalne pociągi ekspresowe i pociągi regionalne. W godzinę można dotrzeć do Hamburg Hauptbahnhof, do Neumünster w dziewięć minut, a do Kilonii w dwanaście. Deutsche Bahn obsługuje tę trasę pociągami złożonymi z 7 wagonów piętrowych które są ciągnięte przez lokomotywy serii 112. Dodatkowo Bordesholm obsługiwane jest przez jednostki Alstom Coradia LINT.